# أديلايد ديل فاستو
أديلايد ديل فاستو (تقريبًا 1075 - 16 أبريل 1118) كانت الزوجة الثالثة لروجر الأول من صقلية وأم روجر الثاني من صقلية، بالإضافة إلى كونها ملكة القدس القرينة لزواجها المتأخر من بالدوين الأول من القدس كونها زوجته الثالثة.